# Hypothyris fluonia
Hypothyris fluonia är en fjärilsart som beskrevs av William Chapman Hewitson 1854. Hypothyris fluonia ingår i släktet Hypothyris och familjen praktfjärilar. Inga underarter finns listade i Catalogue of Life.

## Bildgalleri

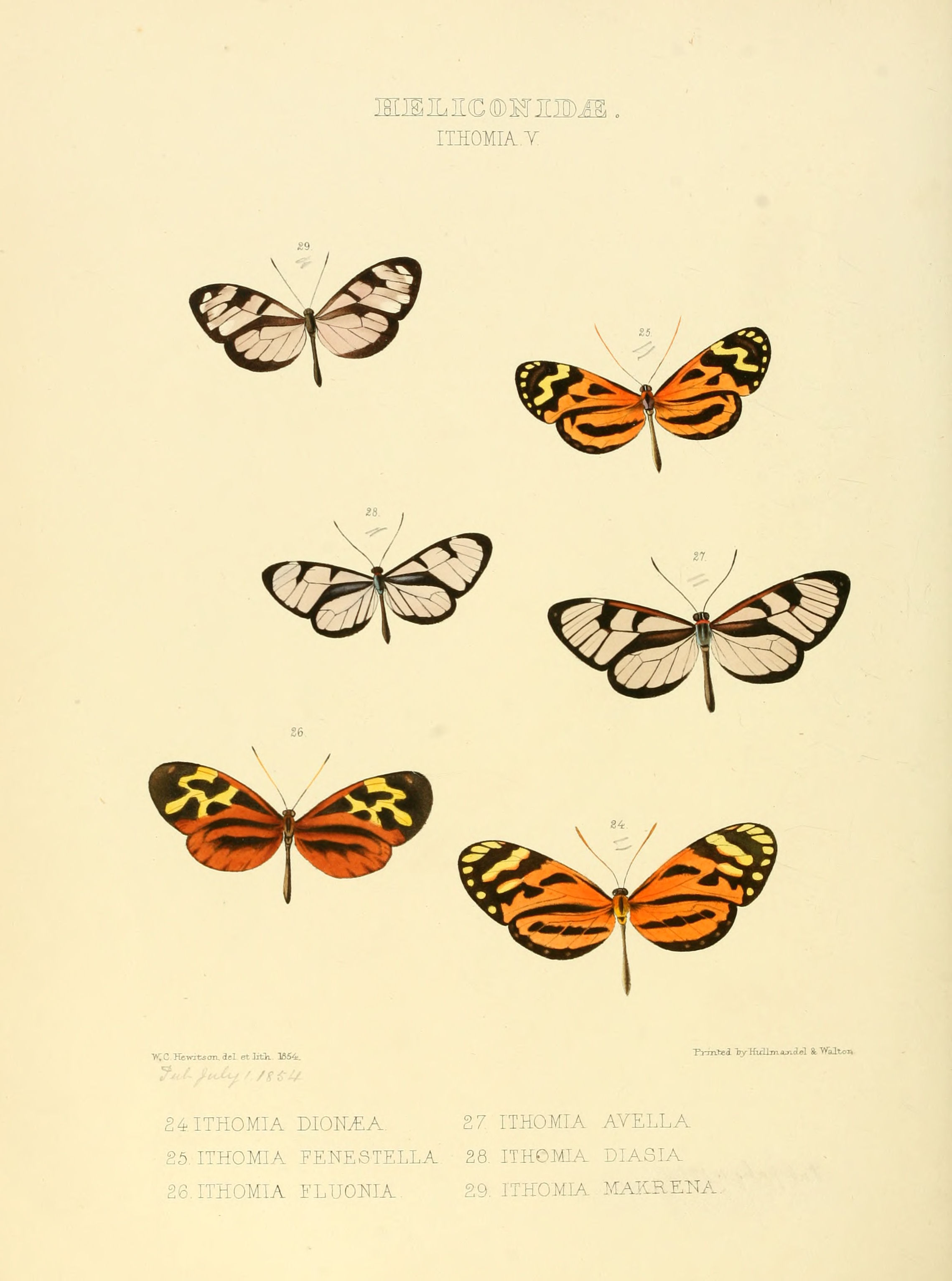
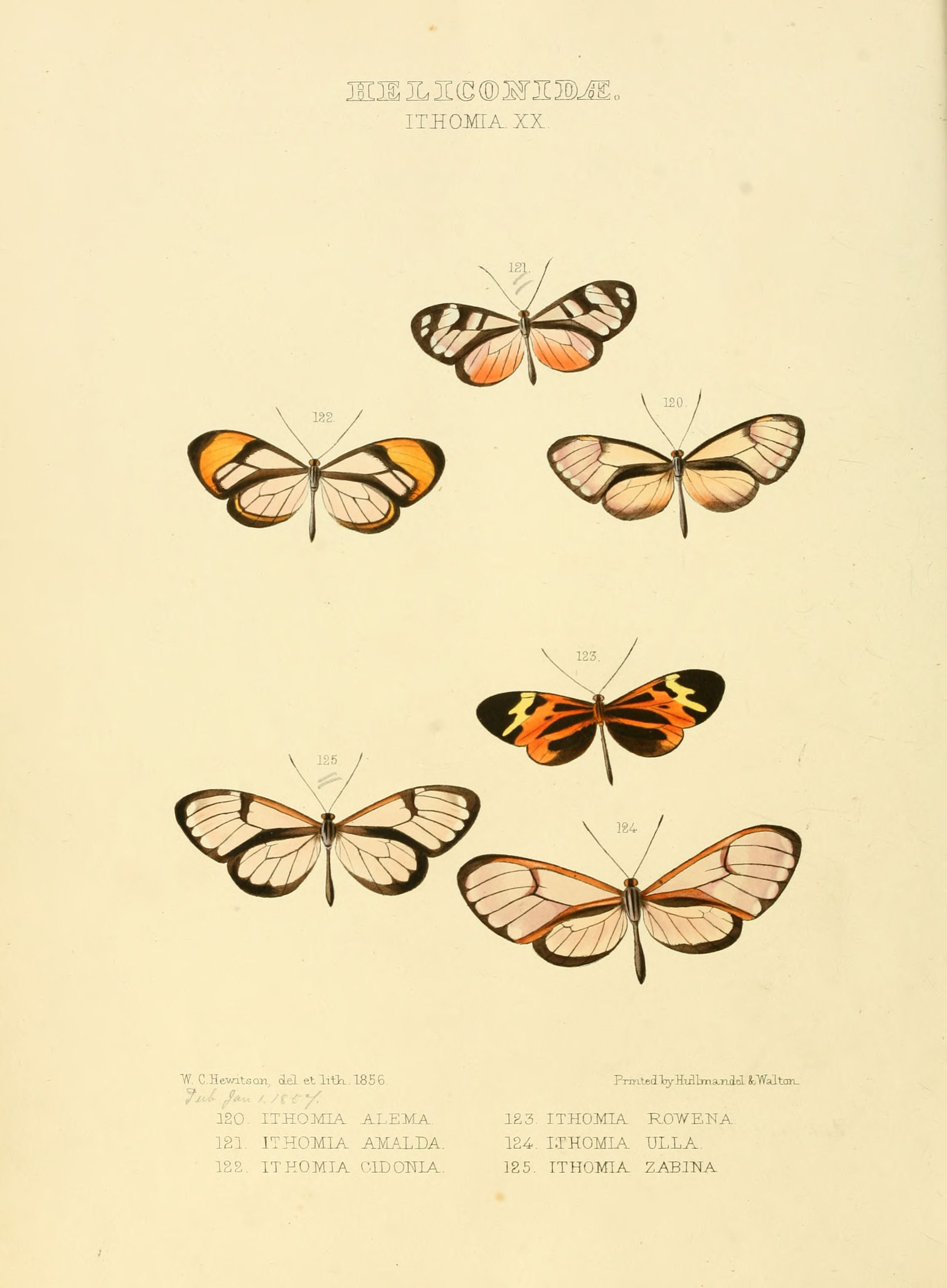